# Mardeuil

Mardeuil este o comună în departamentul Marne, Franța. În 2009 avea o populație de 1,542 de locuitori.